# Gambia zászlaja
A zászlóterv alapötlete Gambiában született meg, de végleges kialakítása a londoni College of Arms munkája. A vörös a napot, a kék a Gambia folyót, a zöld a termékeny földet és a mezőgazdaságot szimbolizálja. A fehér sávok az egységet és a békét jelképezik.